# Segmentmutatie

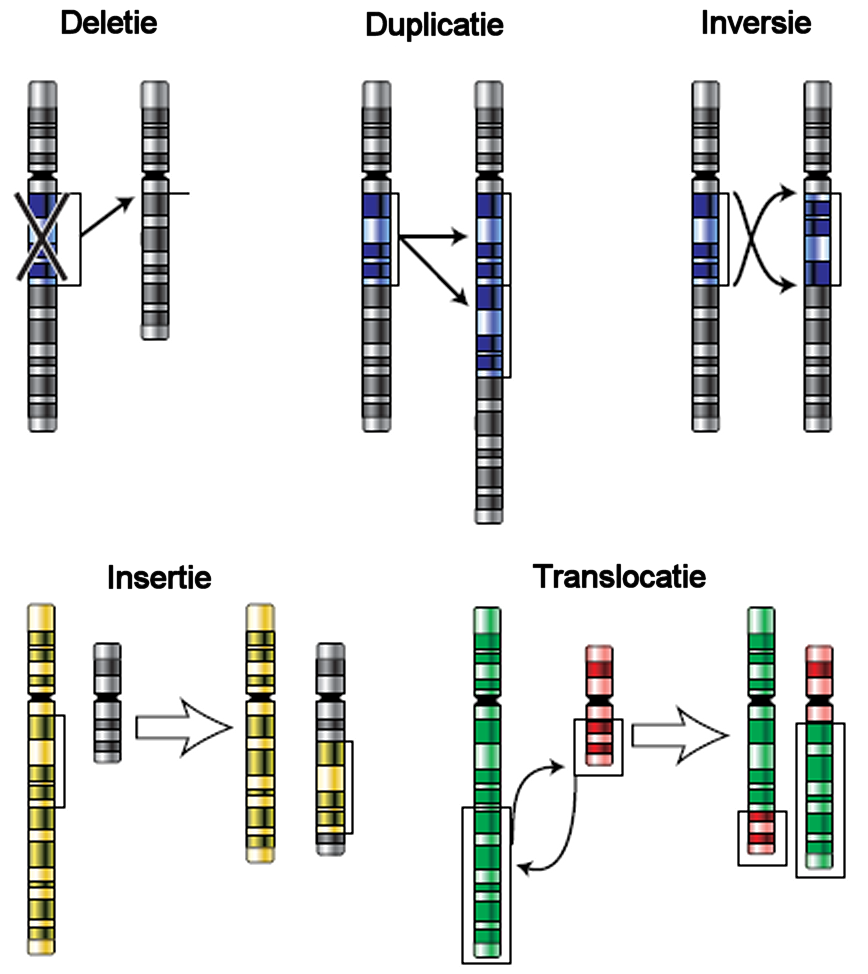
Verschillende soorten mutaties op het niveau van chromosomen

Een segmentmutatie, ook wel grootschalige mutatie of chromosomale mutatie, is een mutatie waarbij een aanzienlijk deel van de structuur van een individueel chromosoom wordt beïnvloed. Segmentmutaties worden soms ook gerekend tot het verschijnsel van genetische recombinatie. 
Mutaties kunnen op vele manieren optreden. Mutaties die de structuur van een DNA-sequentie veranderen (de volgorde van de nucleobasen in het DNA), kunnen worden onderverdeeld in puntmutaties (kleinschalige mutaties, op het niveau van codons of tripletten), segmentmutaties (op het niveau van chromosomen). Ploïdiemutaties zijn grootschalige mutaties op het niveau van het genoom.  
Bij segmentmutaties wordt een groter aantal nucleotiden beïnvloed door verwijdering, tussenvoeging, verplaatsing of verdubbeling:
1. bij deleties (verwijdering) wordt een sequentie uit het chromosoom verwijderd (meer dan een of enkele naburige nucleotiden);
2. bij duplicaties (verdubbeling) wordt een sequentie gekopieerd en elders aan het DNA toegevoegd;
3. bij inversies (omkering) wordt een sequentie binnen het chromosoom 'omgekeerd' qua volgorde;
4. bij inserties (toevoeging) wordt een sequentie toegevoegd aan het chromosoom;
5. bij translocaties (verplaatsing) wordt een sequentie uit het chromosoom geknipt en elders weer toegevoegd.

Bij segmentmutatie is de kans op ingrijpende gevolgen groot: door verwijdering of toevoeging van een stukje DNA en door verschuiving van het leesraam (reading frame), worden abnormale eiwitten gevormd. Abnormale eiwitten ten gevolge van een mutatie worden meestal weer afgebroken.